# Rachael Lippincott
Rachael Lippincott (nacida el 5 de diciembre de 1994) es una novelista estadounidense superventas del New York Times. Es conocida por escribir la adaptación a novela de la película A dos metros de ti, publicada el 20 de noviembre de 2018, que se convirtió en una conocida película dirigida por Justin Baldoni . 

## Vida personal
Lippincott nació en Filadelfia y se crio en el condado de Bucks, Pensilvania.  Se graduó de George School en 2013. Lippincott originalmente asistió a la Universidad de Pittsburgh para realizar estudios de pre-medicina, antes de cambiar su especialización a ltieratura inglesa. Tomó una clase llamada Escritura de literatura juvenil impartida por la novelista Siobhan Vivian, que cambió todo para ella. Se graduó en 2017. 
Actualmente Lippincott reside en Pensilvania con su esposa Alyson Derrick y su perro, Hank. 

## Carrera
En 2018, Lippincott escribió la novelización de A dos metros de ti a partir de un guion de Mikki Daughtry y Tobias Iaconis. El libro vendió más de un millón de copias y estuvo 60 semanas en la lista de los más vendidos del New York Times. Ganó Mejor ficción para adultos jóvenes en la undécima edición anual de los Goodreads Choice Awards. 
En 2020, Lippincott publicó Todo este tiempo con Mikki Daughtry. Fue un éxito de ventas del New York Times. 
La próxima novela de Lippincott, La lista de la suerte se publicó el 1 de junio de 2021. Fue su primera novela en solitario. 
Luego, Lippincott coescribió Ella consigue a la chica con su esposa, Alyson Derrick . La historia se inspiró libremente en su propia historia de amor.Fue un éxito de ventas del New York Times. 

## Obra
- 2018 – A dos metros de ti
- 2020 – Todo este tiempo
- 2021 – La lista de la suerte
- 2022 – Chica conoce chica
- 2023 – Orgullo y prejuicio y Pittsburgh